# Rebutia diersiana

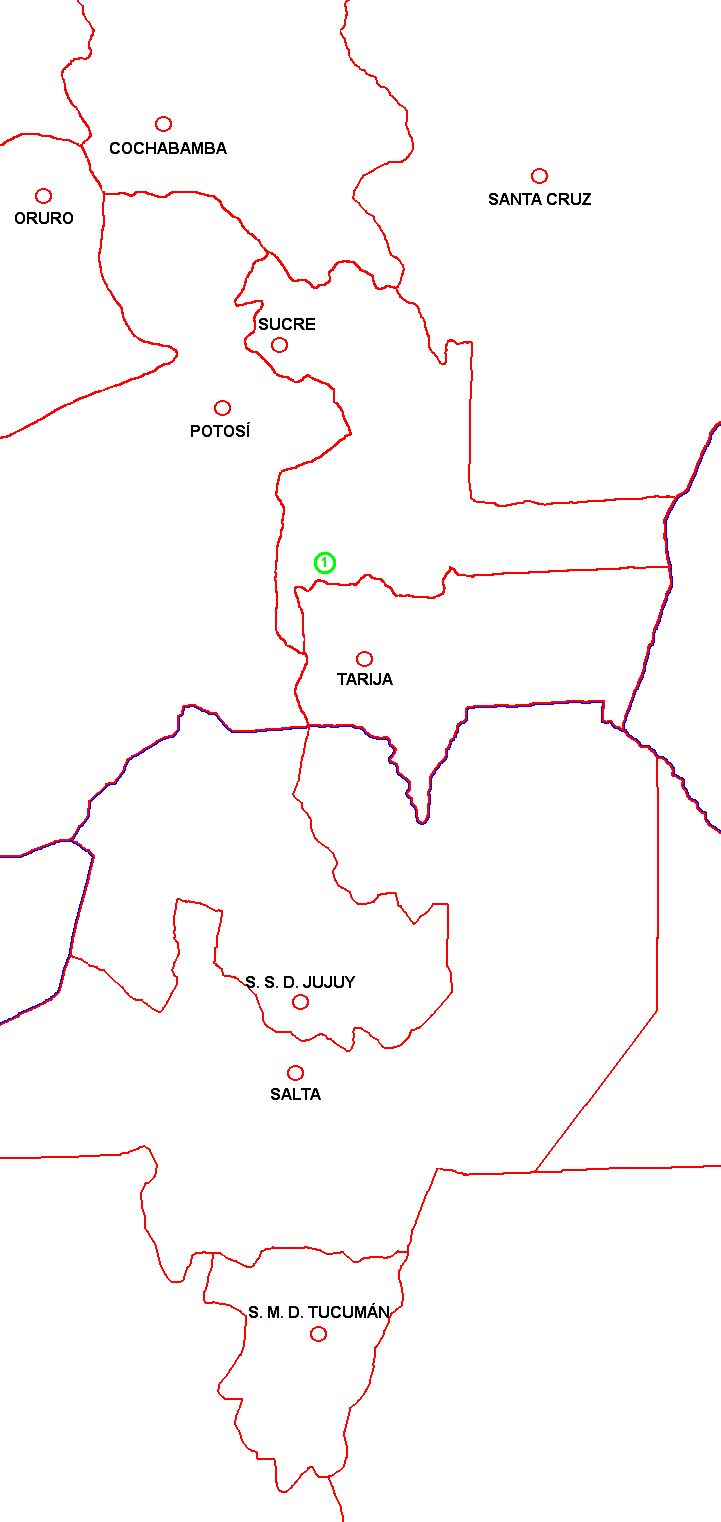
Mapa rozšíření R. diersiana var. diersiana

Rebutia diersiana je pěstitelsky velmi zajímavý druh rodu rebucie, který je nápadný svými relativně velkými samosprašnými květy, jejichž žlutá barva byla v době jeho nálezu pro sekci Digitorebutia mimořádná. Pojmenována byla na počest dr. L. Dierse, profesora botaniky v Kolíně n. Rýnem.

## Rebutia diersianaRausch. var.diersiana
Rausch, Walter; Kakteen und andere Sukkulenten, 26: 25, 1975
Sekce Digitorebutia, řada Pygmaea
Synonyma: 
- Lobivia pygmaea var. diersiana (Rausch) Rausch 1986
- Rebutia pygmaea var. diersiana (Rausch) Lodé 1993

### Popis
Stonky jednotlivé, vzácně odnožující, v kultuře silněji odnožující až trsovité, krátce válcovité. 15 – 20 mm široké, v kultuře často zřetelně delší, s řepovitým kořenem a světle zelenou pokožkou, často s fialově hnědým tónem. Žeber asi 10, nezřetelná, často velmi šikmá, ale také přímá, příčnými zářezy rozložená do nevýrazných, asi 2,5 mm dlouhých hrbolků; areoly oválné, až 2 mm dlouhé, s hojnou bílou nebo světle hnědou plstí, málo navzájem vzdálené. Okrajových trnů 11 - 12, hřebenovitě postavené, sklovitě bílé, 1 – 2 mm dlouhé; středové trny většinou nepřítomné, vzácně 1 nažloutlý s hnědožlutou bází, 1 – 2 mm dlouhý.
Květy asi 30 mm dlouhé a široké; květní lůžko nazelenalé s několika tmavě zelenými šupinami s bílou vlnou a štětinami; květní trubka růžová, s nečetnými, úzkými, tmavě zelenými šupinami s bílou vlnou a štětinami; vnější okvětní plátky kopinaté, růžově žluté s tmavěji fialovou špičkou, vně s fialovými středními proužky; vnitřní okvětní plátky kopinaté až kopisťovité, světle žluté až zlatožluté; jícen bílý; nitky málo početné, bílé; čnělka jen málo srostlá, nazelenale bílá, blizna s 5 - 6 rameny nazelenalá. Plod asi 6 mm velký, kulovitý, nazelenalý. Semena 1 – 1,2 mm dlouhá, 0,8 – 1 mm široká, hnědočerná, buňky testy dosti zřetelné, podlouhlé, slabě konvexní.

### Variety a formy
Současně s R. diersiana popsal W. Rausch roku 1975 var. atrovirens, odlišující se od nominátní variety tmavší, více fialově nabíhající pokožkou, hnědými areolami a kratším, řidším otrněním. Roku 1979 pak připojil ještě popis var. minor s menšími stonky, fialově hnědou pokožkou a hnědým otrněním. Květy všech tří variet se liší jen málo, jak ve tvaru a uspořádání, tak ve vybarvení.
R. diersiana var. diersiana je zajímavý a pěstitelsky vděčný taxon, který může obohatit každou sbírku. Rostliny v našich sbírkách vykazují jen velmi malou variabilitu, existující rozdíly jsou většinou jen důsledkem odlišných podmínek kultury. Položka použitá jako typ nominátní variety R. diersiana byla vybrána ze sběru WR 631. Jinými sběrateli nebyl dlouho žádný jiný sběr jako R. diersiana var. diersiana označen, v některých seznamech byl však jako R. diersiana v.? uvedený sběr WR 676, který ale jinde můžeme nalézt také označený jako R. rutiliflora nebo R. pygmaea var. rutiliflora, ztotožnění R. diersiana a R. rutiliflora, které nalezneme u W. Rausche, však při porovnání typových lokalit a popisů vyvolává značné pochybnosti. Teprve nověji byly jako R. diersiana respektive R. pygmaea var. diersiana označeny sběry RH 327, 330 a 552.

### Výskyt a rozšíření
R. diersiana pochází z okolí Culpina (Bolívie, departament Chuquisaca, provincie Sud Cinti), jako typové místo nominátní variety byla uvedena Yuquina v nadmořské výšce 3200 m, pro var. atrovirens Salitre ve stejné nadmořské výšce a pro var. minor rovněž u Yuquina v nadmořské výšce 3600 m. Pro sběr WR 676 bylo jako místo nálezu naproti tomu uvedeno Bolívie, departament Potosí, mezi Uyuni a Tupiza a pro R. rutiliflora Bolívie, departament Potosí, provincie Sud Chichas, Mal Paso. Další podobný žlutokvětý taxon, R. knizei, pochází ze značně vzdálené lokality v departamentu Oruro. Sběry R. Hillmanna pocházejí z departamentu Potosí, RH 327 od Yuray Thuru, v blízkosti hranice s departamentem Chuquisaca západně od Camargo, RH 330 od Rio Salto a RH 552 dokonce až od jižní hranice v blízkosti Tafna. Tyto lokality se však zdají naznačovat poněkud něco jiného než původní Rauschův sběr.